# Léon Delagrange
Ferdinand Marie Léon Delagrange (✰ Orleães, 14 de março de 1872;  ✝ Croix d'Hins, 04 de janeiro de 1910) foi um pioneiro da aviação e escultor francês.
Nascido em Orleães, estudou na École des Beaux-Arts com Louis Barrias e Charles Vital-Cornu. Foi membro do Salon des Artistes Français e recebeu uma comenda em 1901.

## O escultor
Estudou escultura de 1894 a 1899 na École des Beaux-Arts de Paris nas oficinas de Louis-Ernest Barrias (1841-1905) e Charles Vital-Cornu (1851-1927). Expôs no Salon des artistes français e tornou-se membro em 1900. Tinha o seu estúdio na rue Fontaine, 14 em Paris, bem como a rue Boissonade em Montparnasse. O meio artístico que frequenta permite-lhe aproximar-se da aviação ainda incipiente, que se torna para ele uma segunda paixão.

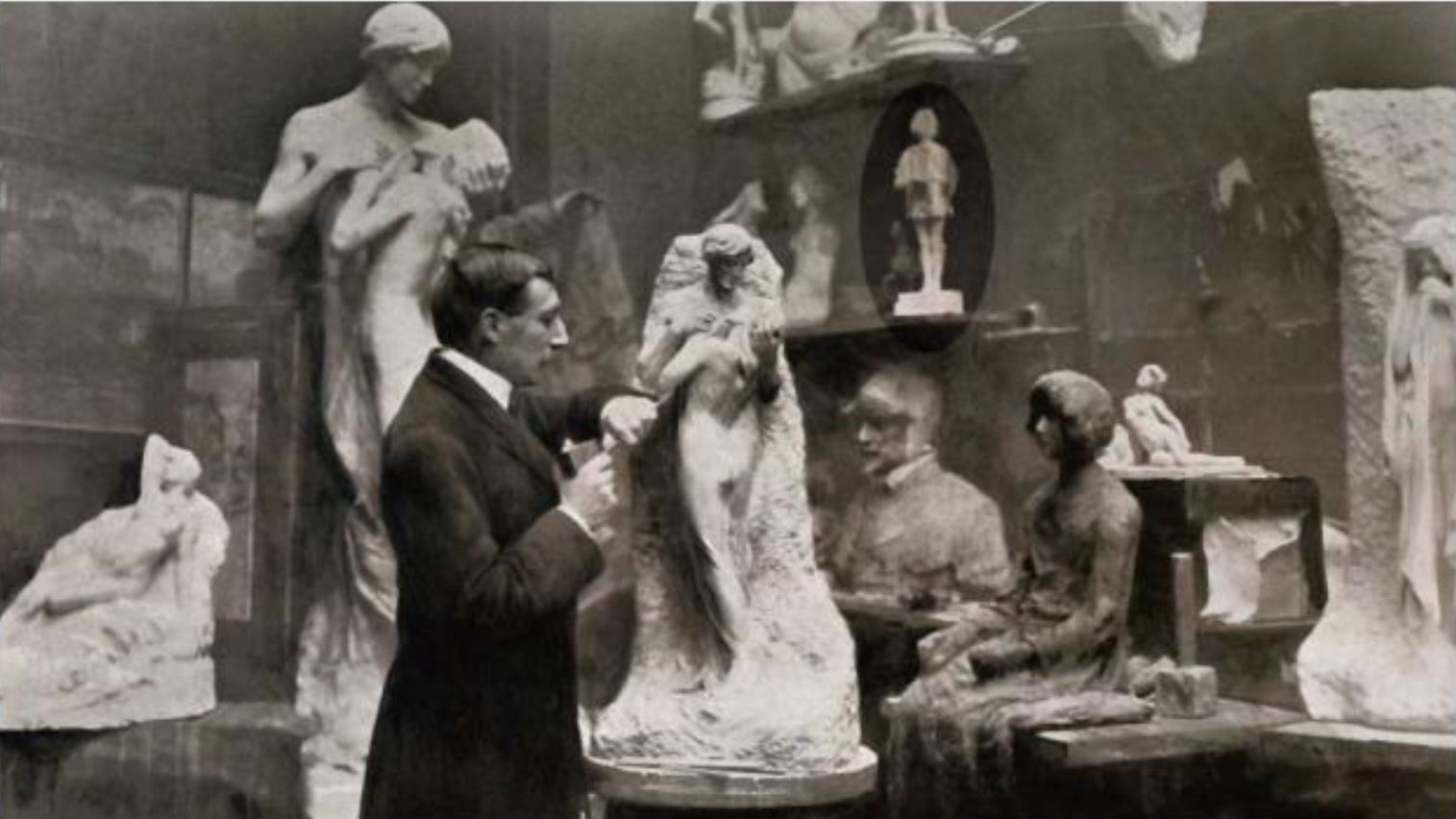
Léon Delagrange trabalhando em seu estúdio em 1908.

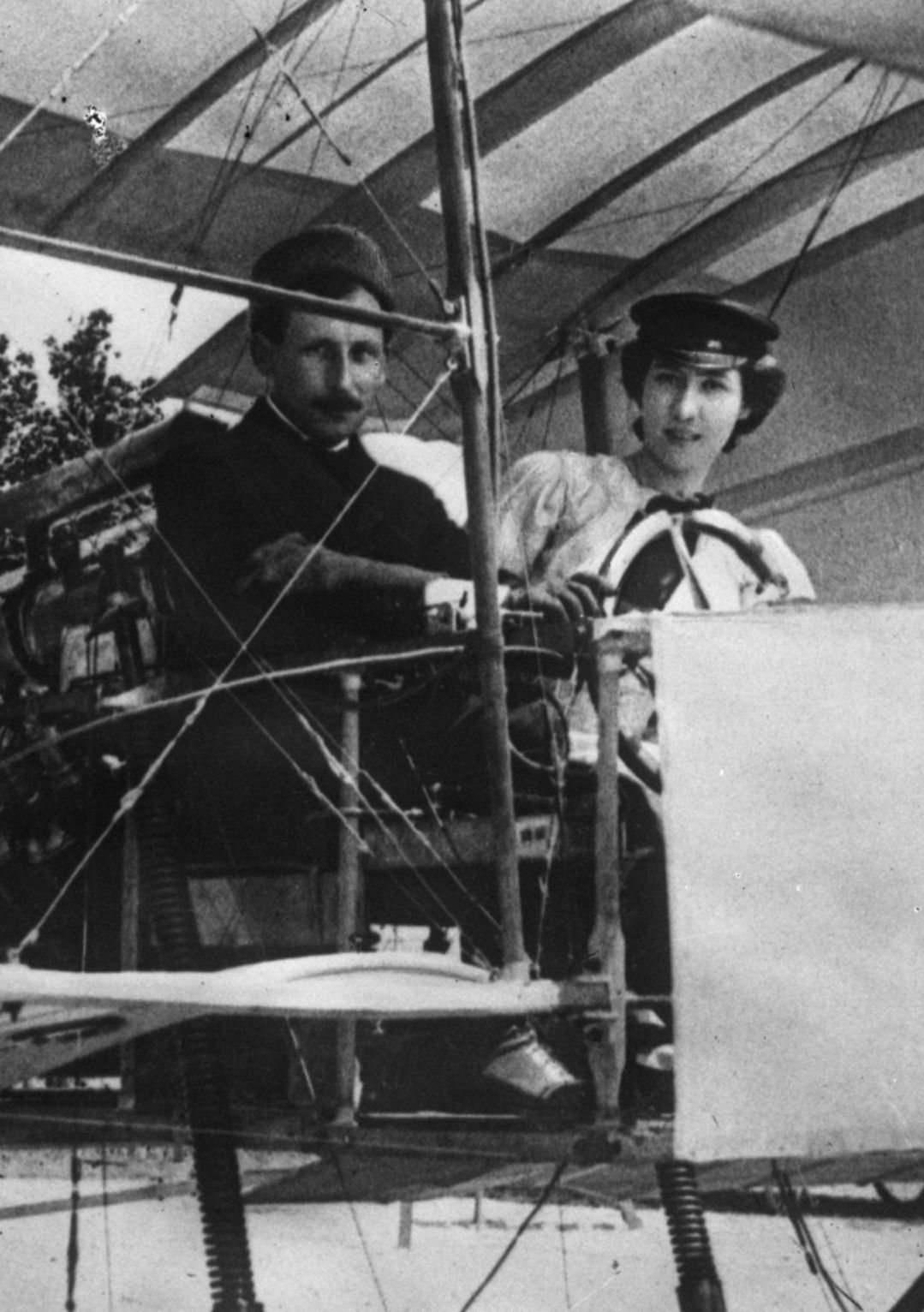
Léon Delagrange e Thérèse Peltier em 1908.

## O aviador
Em 1907 foi uma das pessoas a encomendar uma aeronave de Gabriel Voisin, que foi o primeiro exemplar do que viria a se tornar um dos mais bem sucedidos dos primeiros aviões franceses, o biplano Voisin 1907, que necessitou de vários testes e melhorias antes de ser entregue ao escultor. · 
Em 7 de janeiro de 1909 recebeu o terceiro dos oito primeiros certificados de aviador concedidos pelo Aéro-Club de France. Em setembro de 1908 estabeleceu um recorde de 244,6 km em 29 minutos e 53 segundos, e em 1909 recebeu o prêmio Lagatiner em Juvisy (5,8 km em 10 minutos e 18 segundos), fez um voo sensacional numa tempestade em Doncaster, Inglaterra, em 17 de outubro estabelecendo um recorde mundial (9,6 km em 7 minutos e 36 segundos), e em dezembro um novo recorde para monoplanos.
Morreu em 4 de janeiro de 1910, quando uma das asas do seu monoplano Blériot XI falhou em Croix d'Hins perto de Bordéus. Foi presidente do Aéro-Club de France em 1908, e em 1909 foi condecorado com a ordem da légion d'honneur, e em 1910 recebeu uma medalha da Academia de Ciências de Paris.